# Коханівка (Конотопський район)
Кохані́вка —  село в Україні, у Дубов'язівській селищній громаді Конотопського району Сумської області. Населення становить 127 осіб. Орган місцевого самоврядування — Дубов'язівська селищна рада.

## Географія
Село Коханівка розташоване на березі річки Липка, вище за течією на відстані 1.5 км розташоване село Сім'янівка, нижче за течією на відстані 2.5 км розташоване село Підлипне.
На річці декілька заґат.
Поруч пролягає автомобільний шлях Т 2504.

## Історія
- Село постраждало внаслідок геноциду українського народу, проведеного окупаційним урядом СССР 1923-1933 та 1946-1947 роках.

## Населення

### Мова
Розподіл населення за рідною мовою за даними перепису 2001 року:
| Мова       | Відсоток |
| ---------- | -------- |
| українська | 98,43%   |
| білоруська | 0,79%    |
| російська  | 0,78%    |